# فریدون سینیرلی‌اوغلو
فریدون سینیرلی‌اوغلو (انگلیسی: Feridun Sinirlioğlu؛ زادهٔ ۳۰ ژانویهٔ ۱۹۵۶) سیاست‌مدار و فعال مدنی اهل کشور ترکیه است. وی از سال ۲۰۰۹ در وزارت امور خارجه ترکیه خدمت می‌کند.